# バルチ (料理)

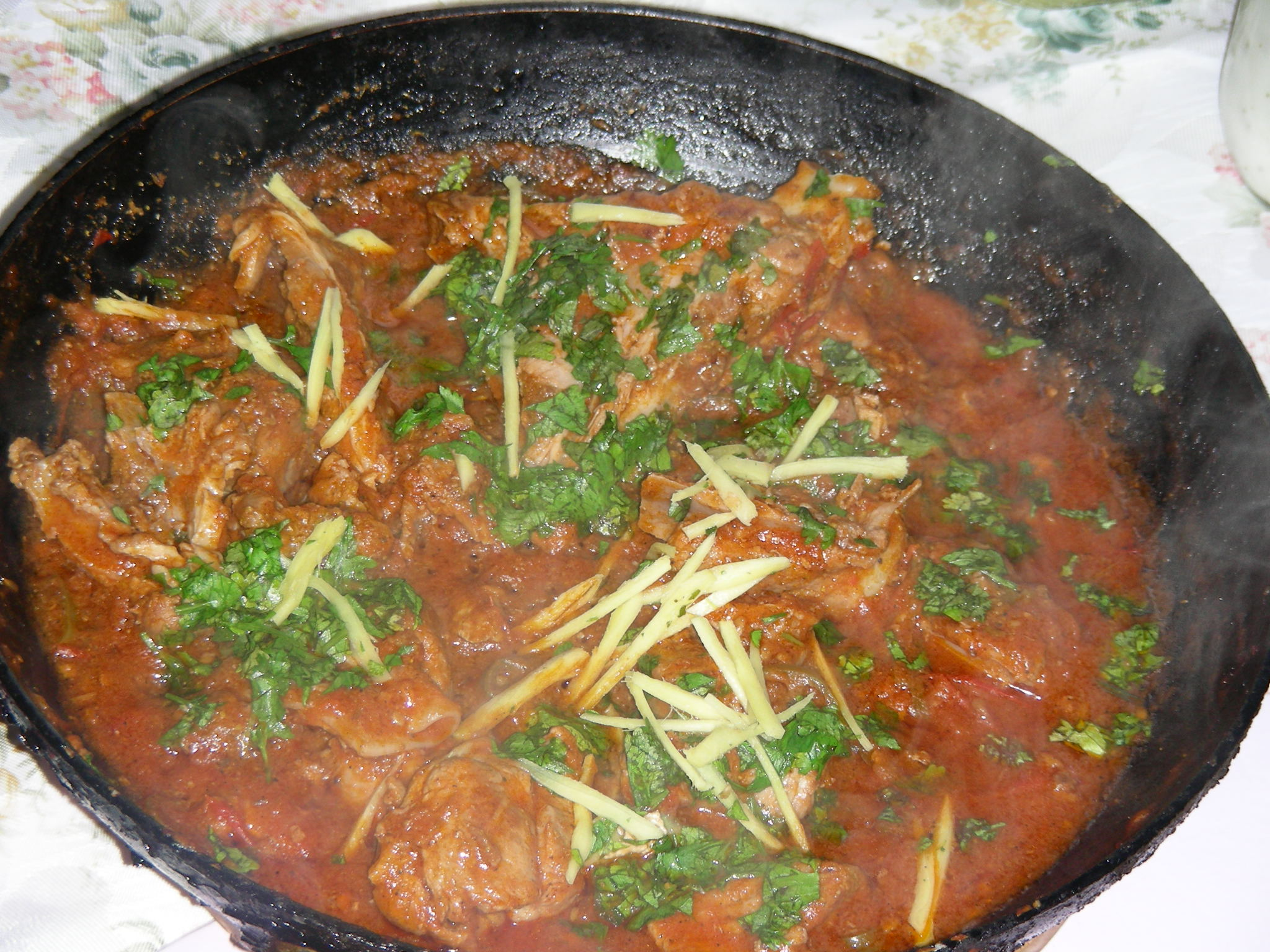
バルチ・ゴシュト：羊肉の蒸し焼き煮込み

バルチ(英語: Balti、ウルドゥー語: بلتی) は、イギリス式のカレー料理で、鉄製の中華鍋に似た鉄鍋で調理し、給仕される。イギリスでは数多くのレストランがバルチ料理を提供している。バルチ料理の起源は正確には判っていないが、バーミンガムで発明されたと信じているものもいれば、パキスタン領カシミールのバルティスターンに起源があると信じているものもいる。

## 起源と語源
バルチ料理は、まず1980年代からバーミンガムで広まった後、1990年代にイギリス全土に知られるようになった。「バルチ」という名については北パキスタンの民族名であるバルチ人と関係があると考える人々もいる。また、別の説では、調理に用いる鉄鍋を「バルチ」と呼ぶのだという。いずれにせよこの言葉の語源は、ウルドゥ語やヒンディ語の「バルティ balty」と何らかの関係がある。19世紀末のインド英語の俗語語彙集『Hobson-Jobson』には、Balty, s. Hin. balti, which means "bucket." This is the Port. balde.（Balty、単数形ではbalti、バケツの意とある。ポルトガル語のbaldeと同じ）つまり、鋼か鉄製の鍋で、食品を調理したり給仕するもの指す「バルチ」は、ポルトガル語でバケツないし手桶を意味するbaldeに由来する、balti から派生したものであり、元々は15世紀後半に大航海を展開したポルトガル人がインドに持ち込んだ言葉だった。原義はバケツだったものが、やがて調理鍋を意味するように変化したのである。

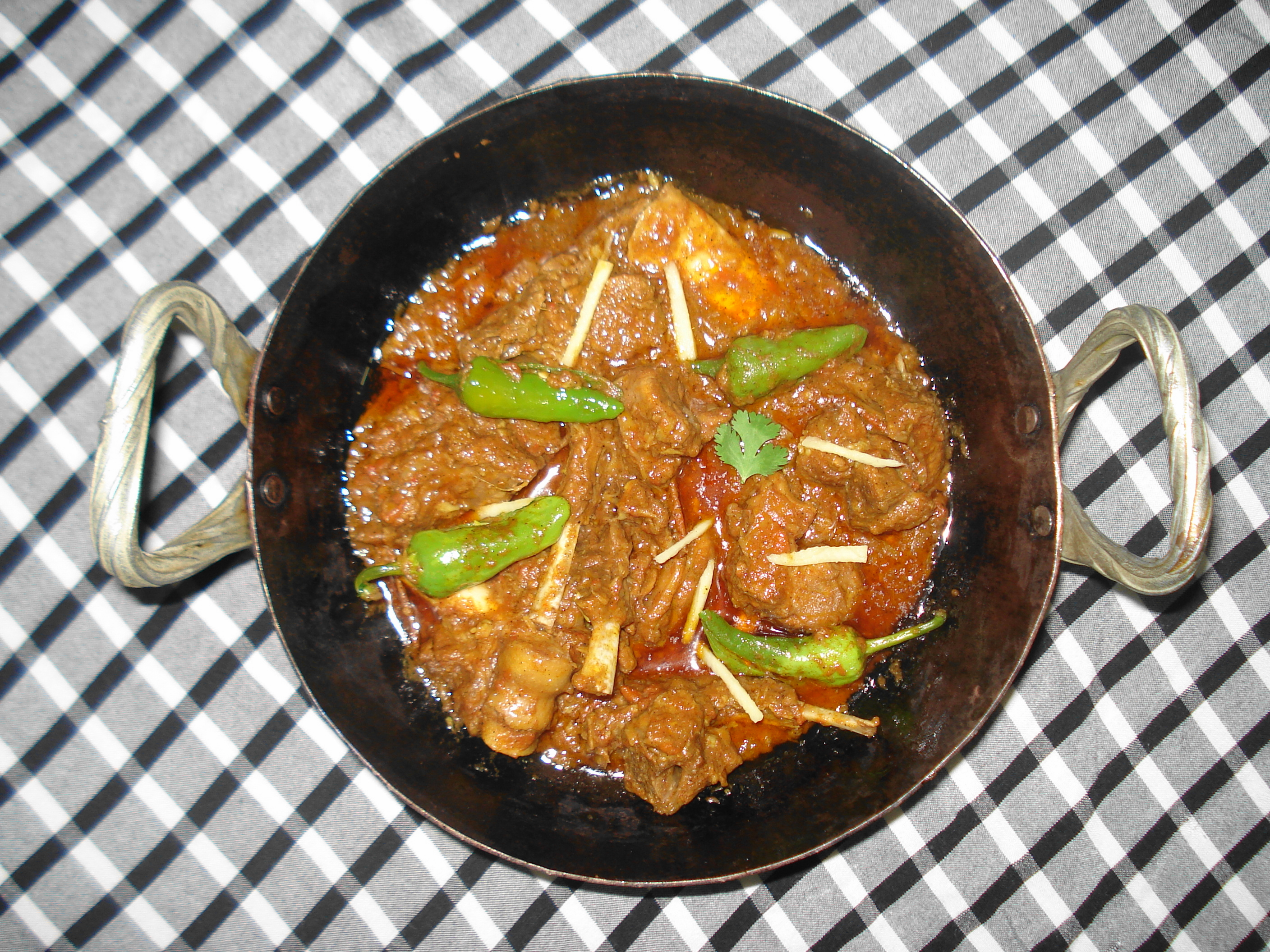
パキスタンでのバルチ・ゴシュト

一方、イギリスのパット・チャップマンによれば、「バルチ」という言葉の起源は、パキスタン北部のバルティスターンに由来するものであり、当地では中華鍋に似た鋳鉄の鍋で調理をするのだという（バルティスターンは中国と国境を接している）。著書『Curry Club Balti Curry Cookbook』の中で、チャップマンは「バルチ鍋は底が丸く、中華鍋のような、重たい鋳鉄の器で把手が2つ付いている」と説明している。また、別の箇所ではの「バルチ料理の起源は広く様々なものに求められ、中国（香辛料の利いた四川料理に通じるところがある）、チベット、さらにカシミールの都市ミルプール古来の伝統や、モンゴル帝国の宮廷料理、香り高いカシミールの香辛料、山岳地帯の高地の「冬の食品」などに至る」とも述べている。
テレビの料理番組でも知られるロイド・グロスマンは、工場生産される様々なイギリス製のカレー・ソースを、自身の名を冠したブランドで市場に提供しているが、その瓶詰めの説明書きには、「バルチ」とは「ホイールカバー」を意味する言葉で、パキスタンのトラック運転手たちはホイールカバーでバルチを調理するのだ、とある。
「バルチ」という言葉については、BBCテレビの番組『Balderdash and Piffle』でも取り上げられた。文字として書かれた最古の例として、1982年にバーミンガムの地元地域紙に載ったレストランの広告のメニューがあり、1984年冬に出たカレー・クラブ(The Curry Club)の機関誌『Curry Magazine』29号に、読者からの質問に答える形でバルチの定義が述べられている。1982年以前に、この言葉が書かれたという証拠は乏しく、オックスフォード英語辞典も、カレー・クラブも、イギリスにおける「バルチ」の最初の使用例の確定に資する情報の提供を求めている。

## バルチ・ハウス
バルチ料理のレストランは、バーミンガムでは「バルチ・ハウス」の名で知られていることが多い。バルチ・ハウスは、手軽に安上がりな食事が出来る場所として定着している。これはひとつには、バルチ・ハウスが普通は酒類販売免許を持たず、アルコールを提供しないためであるが、酒類を飲みたい客は自分で持ち込むのが一般的になっている。典型的なバーミンガムのバルチ・ハウスは内装も伝統的に簡素なものであり、初期のバルチ・ハウスは、テーブルクロスの代わりに新聞紙を用いていたという。食卓の上にガラス板を敷いて、その下にメニューを敷いていることもある。バルチ・ハウスでは、しばしばとても大きな「カラック（karak）ナン」が食卓に出されるが、これはその食卓にいる全員で取り分けるためのものである。
バーミンガムでは、バルチ・ハウスは、元々インナーシティの Sparkhill から、南側に3kmほど離れた Moseley までの範囲で、表通りではなく裏通りに集まっていた。この Ladypool Road、Stoney Lane、Stratford Roadで囲まれる一角は、「バルチ・トライアングル (Balti Triangle)」と呼ばれ、バーミンガムで最も早い時期から営業しているものを含め、数多くのバルチ・ハウスが集まっている。2005年7月28日のバーミンガム竜巻(Birmingham Tornado)は、この三角地帯の建物に大きな被害を与え、多くのレストランが閉店に追い込まれたが、後片付けを経て、2006年はじめには多くの店が営業を再開した。
その後、バルチ・レストランは三角地帯を超えて広がり、南方の Pershore Road 沿いに集積が出来ている。バーミンガム西郊のスタウアブリッジ(Stourbridge)に近いライ(Lye)では、目抜き通りの High Street に沿って十数軒のレストランが立ち並び、「バルチ・マイル」として知られるようになっている。
バルチ料理や、その盛りつけ方は1980年代に大いに人気が出て、その勢いは1990年代も続いた。バルチ・レストランはウェスト・ミッドランズ州の各地に広がるようになり、さらにイギリスの各地にも広まっていった。イギリスにおけるカレー市場は拡大し、近年では年間40億ポンドの価値があるともいわれているが、今なお、ウェスト・ミッドランズ州外で「正しい」バルチを食べることは出来ないと主張する人々もいる。
イギリス国外では、アイルランドや、カナダ、オーストラリアなどの英語圏諸国に、少数のバルチ・ハウスが存在している。
1990年代後半から、イギリスのスーパーマーケットは、調理済みバルチ料理のバッレージの品数を増やすようになり、バルチ・レストランは小売店との厳しい競争にもさらされるようになった上、顧客の好みの変化や、他のインド料理レストランとの競争にも直面することになっている。